# Du försvann som en vind
Du försvann som en vind är en låt av Vikingarna 1990 skriven av Rose-Marie Stråhle. Det var det tolfte spåret i albumet Kramgoa låtar 18. Lasse Stefanz gjorde en cover 1994 som låg på Svensktoppen i 16 veckor under perioden 28 maj-10 september 1994, med första plats som högsta placering.

### Fotnoter
1. ↑  https://smdb.kb.se/catalog/id/001480411
2. ↑  https://www.nostalgilistan.se/lasse-stefanz-450/du-forsvann-som-en-vind-2026